# So & So: Mukai Meets Gilberto
| Оценки критиков               | Оценки критиков |
| Источник                      | Оценка          |
| ----------------------------- | --------------- |
| AllMusic                      | [ 1 ]           |
| Encyclopedia of Popular Music | [ 2 ]           |

So & So: Mukai Meets Gilberto — совместный студийный альбом японского тромбониста Сигэхару Мукаи и бразильской певицы Аструд Жилберту, выпущенный в 1983 году на лейбле Nippon Columbia исключительно в Японии. Альбом был записан в нью-йоркской студии Secret Sound.

## Отзывы критиков
В таких изданиях как AllMusic и Encyclopedia of Popular Music оценили альбом в две звезды из пяти.

## Список композиций
Сторона A
1. «Champagne & Caviar» (Аструд Жилберту) — 3:38
2. «Velas» (Иван Линс) — 5:39
3. «Nos Dois» (Сигэхару Мукаи, Аструд Жилберту) — 4:07
4. «Berimbau» (Баден Пауэлл) — 5:17

Сторона B
1. «Miracle of the Fishes» (Милтон Насименту) — 3:21
2. «Terrafirme» (Сигэхару Мукаи) — 5:25
3. «Keep on Riding» (Сигэхару Мукаи) — 5:15
4. «Hold Me» (Сигэхару Мукаи, Аструд Жилберту) — 3:56

## Участники записи
- Аранжировка, струнные — Гарри Лукофски[англ.] (A2, A3, B4)
- Вокал — Аструд Жилберто (A1, A3, B4)
- Гитара — Джефф Миронов (A1-B1, B3, B4)
- Конга — Маноло Бадрена[англ.] (A2, A4-B3)
- Конга, перкуссия — Гильерме Франко[англ.] (A4, B2, B3)
- Саксофон — Дэнни Мороуз (A1, A4)
- Струнные, виолончель — Джесси Леви (A2, A3, B4), Джонатан Абрамович (A2, A3, B4)
- Струнные, скрипка — Гай Люмиа (A2, A3, B4), Льюис Эли (A2, A3, B4), Марвин Моргенштерн (A2, A3, B4), Мэтью Раймонди (A2, A3, B4), Питер Димитриадес (A2, A3, B4), Реджис Иандиорио (A2, A3, B4), Ричард Сортомм (A2, A3, B4)
- Тромбон — Шигехару Мукаи
- Ударные — Омар Хаким[англ.] (A1-B1, B3, B4)
- Перкуссия — Дудука Фонсека[англ.] (A1, A3, B4)
- Фортепиано — Эльяна Элиас (A4, B3), Хорхе Дальто[англ.] (A1-A3, B1, B4)
- Шестиструнный бас — Энтони Джексон[англ.] (A1-B1, B3, B4)